# Governatori di Cipro
Questa è un elenco degli Alti Commissari e dei Governatori di Cipro durante il periodo coloniale inglese.
Cipro fu dapprima territorio dell'Impero ottomano, poi protettorato britannico sotto la sovranità ottomana a partire dalla Convenzione di Cipro del 4 giugno 1878. Il Regno Unito dichiarò guerra all'Impero ottomano (nell'ambito della prima guerra mondiale) il 5 novembre 1914 ed annetté Cipro. La Repubblica di Turchia successivamente riconobbe il possedimento inglese di Cipro con il Trattato di Losanna del 24 luglio 1923 e l'isola divenne una colonia della corona britannica dal 10 marzo 1925. A seguito degli Accordi di Zurigo e Londra del 19 febbraio 1959 Cipro divenne indipendente il 16 agosto 1960.

## Alti Commissari (1878-1925)
- Sir Garnet Joseph Wolseley (22 luglio 1878 - 23 giugno 1879)
- Sir Robert Biddulph (23 giugno 1879 - 9 marzo 1886)
- Sir Henry Ernest Gascoyne Bulwer (9 marzo 1886 - 5 aprile 1892)
- Sir Walter Joseph Sendall (5 aprile 1892 - 23 aprile 1898)
- Sir William Frederick Haynes Smith (23 aprile 1898 - 17 ottobre 1904)
- Sir Charles Anthony King-Harman (17 ottobre 1904 - 12 ottobre 1911)
- Hamilton John Goold-Adams (12 ottobre 1911 - 8 gennaio 1915)
- Sir John Eugene Clauson (8 gennaio 1915 - 31 dicembre 1918) (morto in carica)
- Sir Malcolm Stevenson (31 dicembre 1918 - 31 luglio 1920) (de facto)
- Sir Malcolm Stevenson (31 luglio 1920 - 10 marzo 1925)

## Governatori (1925-1960)
- Sir Malcolm Stevenson (10 marzo 1925 - 30 novembre 1926)
- Sir Ronald Storrs (30 novembre 1926 - 29 ottobre 1932)
- Sir Reginald Edward Stubbs (29 ottobre 1932 - 8 novembre 1933)
- Sir Herbert Richmond Palmer (8 novembre 1933 - 4 luglio 1939)
- William Denis Battershill (4 luglio 1939 - 3 ottobre 1941)
- Charles Campbell Woolley (3 ottobre 1941 - 24 ottobre 1946)
- Reginald Thomas Herbert Fletcher, I barone Winster (24 ottobre 1946 - 4 agosto 1949)
- Sir Andrew Barkworth Wright (4 agosto 1949 - 1954)
- Sir Robert Perceval Armitage (1954 - 25 settembre 1955)
- Sir John Alan Francis Harding (25 settembre 1955 - 3 dicembre 1957)
- Sir Hugh Mackintosh Foot (3 dicembre 1957 - 16 agosto 1960)